# Edward H. Thorndike
Edward Harmon Thorndike (* 2. August 1934 in Pasadena, CA) ist ein US-amerikanischer experimenteller Teilchenphysiker.
Thorndike studierte an der Wesleyan University mit dem Bachelor-Abschluss 1956, erwarb 1957 seinen Master-Abschluss an der Stanford University und wurde 1960 an der Harvard University, an der er unter Richard Wilson an Nukleon-Nukleon-Streuung im Zyklotron-Labor forschte, promoviert. 1961 wurde er Assistant Professor, 1965 Associate Professor und 1972 Professor an der University of Rochester.
1961 bis 1967 unternahm er Experimente zur Nukleon-Nukleon-Streuung am 130 Zoll-Zyklotron in Rochester (dessen Direktor er 1965 bis 1969 war) und 1968 bis 1978 untersuchte er Photoproduktion und Zerfall von Vektormesonen am 10 GeV Elektronen-Synchrotron der Cornell University. Ab 1979 war er dort führend an der CLEO Kollaboration (die den CLEO-Detektor am Cornell Electron Storage Ring (CESR) für Elektron-Positron-Kollisionsexperimente verwendete) beteiligt. Von 1981 bis 1984, 1990 bis 1992 und ab 2005 war Sprecher der Kollaboration und von 1997 bis 1999 zusammen mit George Brandenburg deren Ko-Sprecher. Dort befasst er sich mit Physik des Bottom-Quarks und speziell dessen seltenen Zerfällen und der Bestimmung der Parameter der Cabibbo-Kobayashi-Maskawa-Matrix (CKM). Insbesondere gelang dort 1994 die erste Messung des Zerfalls des Bottom in das Strange-Quark in einem FCNC-Prozess (flavour changing neutral current). Die Beobachtung lieferte Einschränkungen für Parameter von Modellen jenseits des Standardmodells.
Er schrieb auch ein Buch über Energie und Umwelt-Fragen. 1987/88 war er Guggenheim Fellow. 1999 erhielt er den Panofsky-Preis. Er ist Fellow der American Physical Society.

## Schriften
- Edward H. Thorndike: Energy and Environment. A Primer for Scientists and Engineers. Addison-Wesley, 1976, ISBN 978-0-201-07497-0 (englisch).